# Čistoklet'
Il Čistoklet' (in russo Чистоклеть?; nell'alto corso Čistoklet di sinistra, Левая Чистоклеть) è un fiume della Russia siberiana occidentale, affluente di sinistra dell'Enisej. Scorre nell'Enisejskij rajon del Territorio di Krasnojarsk.
Il Čistoklet di sinistra scorre in direzione orientale, poi cambia più volte direzione prima di sfociare nell'Enisej a 1 894 km dalla foce. Ha una lunghezza di 110 km e il suo bacino è di 1 180 km².